# Иво Тијардовић
Иво Тијардовић (Сплит, 18. септембар 1895 — Загреб, 19. март 1976), хрватски композитор.
Завршио је Драмску школу у Загребу (1922), музику је учио приватно у Сплиту и Бечу. Од 1922. године сценограф је и диригент позоришта у Сплиту, 1929-33. водио је музички одсек фабрике грамофонских плоча „Едисон Бел Пенкала“ у Загребу, од 1933. директор је опере и оперете а од 1939. управник позоришта у Сплиту. У НОБ-у је члан више уметничких група и интендант „Казалишта Народног Ослобођења Далмације“, а након слома НДХ ради у Загребу. Од 1945. до 1949. интендант је Хрватског народног казалишта, 1949-54. директор Државног симфонијског оркестра.
Тијардовића је као композитора највише привлачило стварање дела за позориште. Од осам његових оперета најпознатије су „Мала Флорами“ и „Сплитски акварел“, у којима је, ослањајући се на мелодику Медитерана и музички фолклор свог завичаја, одлично дочарао специфични колорит Сплита између два светска рата. Истакао се и као духовити либретиста, а бавио се и сценографијом и костимографијом.

## Дела
- „Мала Флорами” изведена је у Задужбини Илије М. Коларца 1935. године. Оркестрална: Коло Далматинка (1938), увертира Рибарске свађе (1952), Прољетна увертира (1959).
- Коморна: Варијације на истарско коло за виолину и клавир (1954), Елегија за виолончело и клавир (1956).
- Клавирска: Дубровачка сонатина (1939), Серенада (1945), Извор вода уз игало.
- Драмска:

опере: Димњаци уз Јадран (1950), Марко Поло (1955), Диоклецијан (1963)
оперете: Пјеро Ило (1924), Мала Флорами (1925), Краљица лопте (1926), Сплитски акварел (1928), Заповијед маршала Мармона (1929), Јурек и Штефек (1931) и Доживљаји у Шангају (Мин) (1936)
мјузикл: Катарина Велика (1959).
Соло-песме, хорови, масовне песме: Као град из бајке, Први мај, На пругу и др.